# Чёрное (Харьковская область)
Чёрное (укр. Чорне) — село в Ольхова́тской сельской общи́не Купянского района Харьковской области Украины.
До 2020 село являлось административным центром Чернянского сельского совета Великобурлукского района, в который, кроме того, входили сёла
Бабы́шкино,
Березки,
Грачёвка,
Купино,
Лоба́новка,
Нефёдовка и
Слизнево;
и ликвидированные сёла
Гу́севка и
Кру́глое.
Код КОАТУУ — 6321485501. Население по переписи 2001 года составляло 455 (203/252 м/ж) человек.

## Географическое положение
Село Чёрное находится на реке Плотва́,
выше по течению в 2-х км расположено село Ку́пино,
ниже по течению — примыкает село Нефёдовка.
Село пересекают несколько балок, в том числе балка Петухо́в Яр.
По балкам протекают ручьи, на которых сделаны запруды.

## Происхождение названия
В некоторых документах встречается название села Черное.

## История
- Вторая половина 17 века — дата основания.[2] Согласно сайту ВРУ, основано в 1699 году.
- В 1937-[1]1941 годах, перед ВОВ, в Черном без окрестных хуторов были 152 двора.[1]
- В 1976 году в селе были 167 дворов и 580 человек населения.[2]
- При СССР в селе был построен и работал колхоз «Россия», центральная усадьба которого находилась в Чёрном; специализировавшийся на откорме крупного рогатого скота (крс).[2] В колхозе были 7128 гектаров сельхозугодий, из которых 5820 га пахотной земли; три производственных участка, три тракторные бригады, шесть ферм (4 — по откорму крс, одна — молочно-товарная (МТФ), одна — свиноферма.)[2]

## Экономика
- В селе при СССР были молочно-товарная ферма.[2]
- «Россия», ООО.

## Объекты социальной сферы
- Дом культуры.
- Амбулатория общей практики.